# Estação Constitución (Buenos Aires)
Constitución  é uma estação ferroviária da rede ferroviária argentina, situada na Avenida Brasil, no bairro porteño de Constitución (Buenos Aires). 
Faz parte, ao lado das estações Retiro e Once, dos três grandes terminais ferroviários de Buenos Aires. Inaugurada em 1865, foi completamente reformada em 2017.